# Clubiona alexeevi
Clubiona alexeevi là một loài nhện trong họ Clubionidae.
Loài này thuộc chi Clubiona. Clubiona alexeevi được miêu tả năm 1990 bởi Mikhailov.